# Hippeastrum stylosum
Hippeastrum stylosum é uma espécie de planta bulbosa pertencente à família das amarilidáceas. Distribui-se desde Guiana até ao nordeste do Brasil.

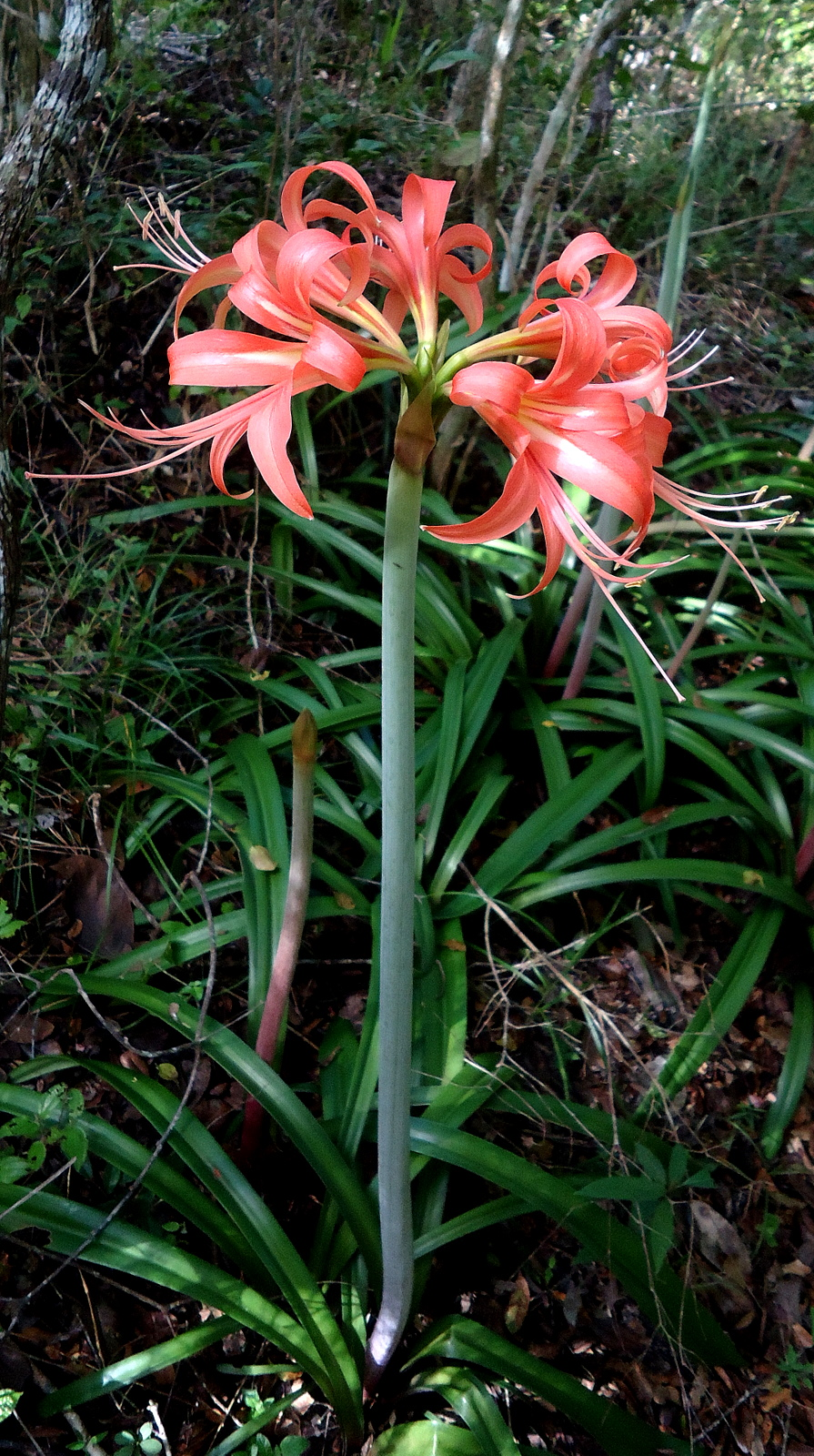
Inflorescência

## Taxonomia
Caracteriza-se por suas brácteas verde-rosadas com formato de trompete e folhas que se desenvolvem durante o verão. Sua floração ocorre principalmente entre os meses de novembro e março.
Assim como outras espécies de lírios, seu ciclo de cultivo é influenciado por fatores ambientais, como luminosidade, umidade, disponibilidade de nutrientes e temperatura, além das condições do local de plantio.

## Nomenclatura
Hippeastrum stylosum foi descrita pelo botânico William Herbert e publicada em Botanical Magazine 49: t. 2278 (1821).

#### Etimologia
Hippeastrum: O nome Hippeastrum tem uma etimologia rebuscada, derivando do grego, significando literalmente "estrela do cavaleiro". O nome foi escolhido pelo botânico William Herbert em 1821 para descrever a primeira espécie atribuída ao género, a espécie Hippeastrum reginae.
stylosum: Epíteto em latim que faz referência ao estilo alongado da flor. Sua tradução literal para o português significa "estiloso".
Sinonímia
A espécie possui os seguintes sinônimos botânicos reconhecidos:
- Amaryllis stylosa (Herb.) Sweet, Hort. Brit.: 403. 1826.
- Amaryllis stilosa Bury, Select. Hexandr. Pl.: t. 33. 1833, orth. var.
- Amaryllis fosteri Traub, Pl. Life 7: 27. 1951.
- Amaryllis maranensis Ker Gawl., Bot. Reg. 9: t. 719. 1823.
- Amaryllis muesseriana (Linden) Traub & Uphof, Herbertia 5: 129. 1938.
- Amaryllis staminea O seub. in C.f.p.von Martius & auct. suc. (eds.), Fl. Bras. 3(1): 150. 1847.
- Hippeastrum fosteri (Traub) H.e.moore, Baileya 11: 16. 1963.
- Hippeastrum muesserianum Linden, Ill. Hort., IV, 3: 376. 1896.[6]